# LG Group
LG Group («Lucky Goldstar», корейське LG 그룹) є третьою за розміром корпорацією (бізнес-конгломератом — чеболь) Південної Кореї, яка виробляє побутову електроніку, хімічну продукцію та телекомунікаційне устаткування і має дочірні компанії LG Electronics, LG Display, LG Telecom, LG Chem, LG Energy Solution та інші у більш ніж 80 країнах. Штаб-квартира компанії знаходиться в Сеулі.
Політика компанії передбачає три основні напрямки — лідерство продуктів (розробка нових видів продукції з використанням інноваційних технологій); лідерство на ринку (головна мета «LG — бренд № 1», досягається шляхом заповнення світового ринку якісними товарами); лідерство колективу (спільнота талановитих людей, які вміють відчувати і реалізовувати інновації).
Останнім часом компанія використовує рекламне гасло «Life's Good» («Життя прекрасне»), яке відображає головну мету компанії — створювати продукцію, що робить споживачів щасливішими, а їх життя комфортнішим.
LG Group також належить домен LG.com [Архівовано 31 жовтня 2013 у Wayback Machine.] [Архівовано 31 жовтня 2013 у Wayback Machine.].

## Історія

### Luk Chemical Co
У січні 1947 року Ку Ін Хой (Koo In-hwoi) створив у Сеулі невелику фірму Luk Chemical Co (наразі має назву LG Chem), яка спеціалізувалася на виробництві побутової хімії та косметичних засобів. Першою продукцією компанії стали крем для обличчя, зубна щітка і паста. Поступово асортимент фірми розширювався і, крім названих вище продуктів, вона почала випускати засоби побутової хімії та пластикову упаковку), а мережа її філій охопила всю територію Південної Кореї. Перші великі прибутки Ку Ін Хой використав для відкриття нових напрямків бізнесу, і вже у 1952 році компанія стала першим у Південній Кореї виробником пластмас.
Після закінчення війни між Північною і Південною Кореєю (1953 рік), коли економіка Південної Кореї перебувала у жалюгідному стані, Ку Ін Хой вирішив зайнятися багатопрофільною торгівлею та виробництвом.
У 1958 році президент Південної Кореї Пак Чонг Хі (Pak Chong Hui) підтримав ініціативу Luk Chemical Co створити нове підприємство з випуску побутової електроніки. Так на світ з'явилася компанія GoldStar (англ. Золота зірка"", сьогодні LG Electronics).
У 1959 році GoldStar випустила перший у Кореї радіоприймач, у 1960 — перший у Кореї електричний вентилятор, у 1961 — перший у Кореї телефон, у 1965 — перший у Кореї холодильник, у 1966 — перший у Кореї чорно-білий телевізор, у 1969 — першу в Кореї пральну машину. У 1970 році було представлено перший автоматичний багатокнопковий телефон. Під однойменною торговою маркою і далі продовжився випуск побутової електроніки, у той час як інші споживчі товари (як-от мило, зубна паста) продавалися під маркою Lucky.

### Lucky Group
До 1960 року компанія вийшла на лідерські позиції за економічними показниками та за рівнем технологій на ринку Південної Кореї, у 1967 році Ку Ін Хой спільно з компанією Caltex збудував нафтопереробний завод, а у 1969 році, після смерті батька, на чолі компанії встав Ку Ча Кьюнг (Koo Cha Kyung). У цей же час проводилася реструктуризація Lak Hui Chemical Industries із подальшим перейменуванням у Lucky Chemical Ind. Об'єднана група компаній отримала назву Lucky Group.
У 1975 році було завершено будівництво фабрики з виробництва кольорових телевізорів у місті Гумі (Gumi), а у 1977-му компанія випустила перший у Південній Кореї кольоровий телевізор.
У 1976 році Lucky Group створила перший у Південній Кореї дослідницький центр і розпочала науково-виробниче співробітництво з такими компаніями, як-отAT&T, NEC, Siemens та Hitachi. У результаті Lucky Group досить швидко стала експортером новітніх технологій і вже у 1978 році сума експорту продукції компанії налічувала понад 100 млн дол. США.
У 1980-х роках корпорація Lucky Group почала активно розвивати власні виробництва за межами Південної Кореї. У 1982 році відкрився перший в історії Південної Кореї завод за кордоном — підприємство з виробництва телевізорів у місті Гантсвілл, штат Алабама, США, а у 1983 році — завод із виробництва відеомагнітофонів у Німеччині.
Крім розширення виробничих потужностей, Lucky Group працювала над запуском у виробництво нових видів продукції, і в 1982 році з'явилися перші в Південній Кореї персональний комп'ютер та відеокамера.
Наприкінці 1980-х — початку 1990-х років Lucky Group приділяла велику увагу інноваціям. Для розвитку виробництва на основі новітніх цифрових технологій у 1989 і 1990 роках компанія створила спільні підприємства на Філіппінах, у Таїланді, Великій Британії, Єгипті, Італії та Індонезії, а в 1990-му Lucky Group відкрила в Ірландії перший закордонний дизайн-центр. У цей час компанія закладала підвалини для виробництва перших РК-дисплеїв, а також випустила на ринок мультимедійні персональні комп'ютери FMV і VOD.
У 1994 році компанія GoldStar, що входила до складу Lucky Group, придбала 57 % акцій американської телевізійної компанії Zenith Electronics, фактично позбавивши США останнього виробника телевізійної техніки, та 3 % акцій американської компанії 3DO Corporation, а також уклала контракт з IBM. Інженери цих компаній вдосконалюють мультимедійні технології, розробляють потужні ігрові приставки з тривимірною графікою. Також у 1994 році Goldstar та японська компанія ALPS відкрили науково-дослідну лабораторію Frontec та зосередилися на створенні активних РК-матриць, плазмових панелей та плазмових технологій.

### LG Group
У 1995 році компанія зазнала масштабної реструктуризації, за підсумками якої близько 50 формально незалежних компаній, що працювали у різних галузях важкої та легкої промисловості, об'єдналися під єдиним брендом LG Group. Для уніфікації підприємств і створення єдиного корпоративного іміджу керівництво ухвалило рішення про присвоєння компаніям спільної назви LG. Так, Lucky Chemical було перетворено на LG Chemical Ltd., GoldStar Inc. — на LG Electronics, а спільне підприємство LG Electronics та IBM, що займається поставками РК-дисплеїв для портативних комп'ютерів IBM ThinkPad, одержало назву LG-IBM.
До середини 90-х LG стає єдиною компанією з глобальною культурою, штаб-квартирами та виробничими фірмами по всьому світу та головним центром управління в Сеулі. Уже у 2005 році половина доходів групи отримувалися з операцій зі споживачами за межами Кореї, 20 % службовців не були корейцями, а річний оборот становив $400 млрд.
Крім LG Electronics, у підгрупу компаній, що займаються розробкою і виробництвом електрообладнання та електроніки, увійшло ще близько десятка спільних і дочірніх фірм, що тісно співпрацювали між собою:
- Gama LG Electronics — 56 філій, 19 торгових представництв і 28 промислових підприємств. У 25 науково-дослідних лабораторіях створюються нові моделі TV-приймачів наступного покоління, аудіо- та відеосистеми, персональні комп'ютери.
- LG Micron Ltd — спеціалізується на виготовленні електронно-променевих трубок.
- LG Foster Ltd — постачає гучномовці для домашніх аудіосистем.
- LG Semicon Co Ltd — виробляє інтегральні мікросхеми для інформаційних систем, споживчої електроніки, рідкокристалічні панелі на тонкоплівкових транзисторах, а також мікросхеми ПДУ з маркуванням LG та GS.
- HiMedia (LGE) — тісна інтеграція телебачення, телекомунікацій, персональних комп'ютерів та аудіо/відеотехніки, де споживач отримує доступ до інформаційних ресурсів, розваг та ігор з одного мультимедійного персонального комп'ютера Symphony[7].

Протягом 1995—2018 років LG Group очолював Ку Бон-му.

### Цифрова ера LG
Оновлена корпорація оголосила про початок цифрової ери у своїй історії та розробила концепцію програми технічного бачення майбутнього LG під назвою «Стрибок у 2005 рік» (LEAP 2005). Відтепер головною метою компанії є прибутковість та акціонерний капітал замість застосовуваної раніше політики розростання та розширення. LG Group проводить також одну з найбільших в історії рекламних кампаній з просування нової назви і нового логотипу. Компанія позбавляється від нерентабельних і неконкурентоспроможних дочірніх організацій, впроваджує систему персональної відповідальності та розпочинає розвиток найперспективніших напрямків. У цей же час засновуються такі підрозділи холдингу, як LG Home Shopping, LG Telecom та LG Internet.
Провідним напрямком LG Group, як і раніше, залишається високотехнологічна електроніка. У 2001 році компанія LG Electronics представляє перший у Кореї телевізор із РК-дисплеєм з діагоналлю 20,1 дюйма і першою у Південній Кореї розпочинає експорт плазмових панелей, а також виходить на перше місце у світі за продажами пристроїв фіксованого бездротового зв'язку. Компанія також розвиває концепцію «Цифрового дому» та випускає мікрохвильову піч і кондиціонер з можливістю виходу в інтернет.
У 2003 році LG Electronics і компанія Thomson укладають договір про стратегічне партнерство у галузі виробництва плазмових панелей. У 2004 році компанія створює перший у світі РК-телевізор з діагоналлю 55 дюймів, у 2005-му — перший у світі плазмовий телевізор з діагоналлю 102 дюйми, а в 2006-му — перший у світі РК-телевізор з діагоналлю 42 дюйми та підтримкою розширення Full HD.
У 2004 році компанія представляє технологію цифрового телемовлення наступного покоління EVSB, яка у США та Канаді стає пріоритетною як стандарт для цифрового телебачення. У цьому ж році компанія LG випускає перший у світі телефон з підтримкою стандарту DMB (Digital Multimedia Broadcasting), заснованого на технології, яка дозволяє передавати цифровий сигнал на мобільні пристрої, що забезпечує прийом теле/радіо.
У 2005 році LG анонсує перший у світі ноутбук і телефон з підтримкою DMB-телебачення та функцією «переміщення у часі» («Time Machine»), яка дозволяє переглянути ТВ-програму у повному обсязі, навіть якщо користувачеві довелося на деякий час відволіктися на інші справи.
У 2012 році LG випускає найтонший і найбільший у світі 55-дюймовий 3D OLED-телевізор. Також, спільно з Google, LG випускає смартфон Nexus 4

## Логотип
Логотип складається з двох частин: сірого буквеного логотипа LG та графічного логотипа LG червоного кольору. Літери L та G, вписані в коло, викликають асоціації з усмішкою. Назву LG компанія отримала у 1995 році за першими літерами попередніх торгових марок (Lucky GoldStar). Останнім часом компанія інтерпретує свою назву, використовуючи слоган «Life's Good» («Життя прекрасне»).

1995–2014
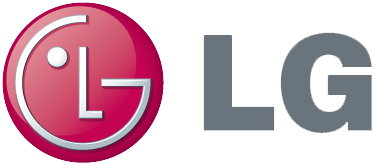
2008–2014
2014–поточний
2023–поточний (неосновне)

## Компанії, що входять у LG Group

### Побутова електроніка
- LG Electronics
- LG Display
- LG Innotek
- LG Micron
- Hiplaza
- Hi Logistics
- System Air-Con Engineering
- Siltron
- Lusem

### Хімічна продукція
- LG Chem
- LG Energy Solution
- LG DOW Polycarbonate
- SEETEC
- LG Household & Health Care
- Coca•Cola Beverage Company
- LG Hausys
- LG TOSTEM BM
- LG Life Sciences
- LG MMA

### Телекомунікації та сервіси
- LG Telecom
- CS Leader
- A•IN
- LG Dacom
- LG Powercom
- DACOM Crossing
- DACOM Multimedia Internet
- CS ONE Partner
- LG CNS
- LG N-Sys
- V-ENS
- BIZTECH & EKTIMO
- Ucess Partners
- SERVEONE
- LG International
- TWIN WINE
- Geovine
- pixdix
- Korea Commercial Vehicle
- LG Solar Energy
- G2R
- HS Ad
- QuickMemo
- Wisebell
- TAMS Media
- Alchemedia
- W Brand Connection
- Twenty Twenty
- M. Hub
- Pressline
- G Outdoor
- Bugs Com Ad
- L. Best
- LG Management Development Institute: Economic Research Institute
- LG Management Development Institute: Academy
- LG Sports

## Спонсорська та благодійна діяльність

### Спорт
З 2000 по 2002 рік компанія LG здійснювала спонсорську підтримку англійських футбольних клубів «Лестер Сіті» та «Вейсайд Роверс» (Гілфорд), а наразі є спонсором англійського футбольного клубу «Фулхем». LG також підтримує футбольний клуб «Фрімантл» (Австралійська футбольна ліга), клуб «Кронулла Шаркс» Австралійської національної регбійної ліги та аргентинський клуб «Бока Хуніорс».
LG також є одним із головних спонсорів гри у крикет. Компанія підтримує Міжнародну раду з крикету та спонсорує Кубок світу з крикету.
У 2001—2003 роках компанія спонсорувала «Снукер Гран-прі», який тепер називався «Кубок LG».
У 2008 році LG стала спонсором фестивалю сноубордингу «FSO4 Freeze», а у січні 2009 року — глобальним і технологічним партнером «Формули-1».
Компанія також створила та підтримує щорічний фестиваль LG MOBILE WORLDCUP.

### Культура та освіта
Нині компанія LG є спонсором London Fashion Week та підтримує центр LG Arena у Бірмінгемі.
У Мексиці компанія заснувала стипендії для здобуття середньої освіти для здібних студенток з незаможних родин. У Казахстані LG відкрила комп'ютерні класи для дітей, а у В'єтнамі, Таїланді та Росії організувала телевізійне шоу «Вікторина чемпіонів LG». У Кореї компанія LG проводить програму «Уроки науки для дітей» для підлітків з малозабезпечених родин та програму «Пересувні наукові класи LG» для шкіл у віддалених гірських районах.

### Партнерство надії
З квітня 2009 року компанія LG бере участь у соціальній програмі на підтримку Африки «Партнерство надії» та щороку перераховує упродовж трьох років по одному мільярду корейських вон (760 000 дол. США) для сприяння проектам ВПП ООН на допомогу голодуючим Кенії та Ефіопії.

## Виноски
1. ↑  https://www.lgcorp.com/media/release/25868
2. 1 2  https://comp.wisereport.co.kr/company/c1070001.aspx?cn=&cmp_cd=003550
3. 1 2 3  LG Group
4. 1 2 3  http://www.climat-servis.ru/brands/148.html%5Bнедоступне+посилання+з+червня+2019%5D
5. 1 2 3 4  Архівована копія. Архів оригіналу за 11 березня 2010. Процитовано 17 березня 2010.{{cite web}}:  Обслуговування CS1: Сторінки з текстом «archived copy» як значення параметру title (посилання)
6. ↑  Архівована копія. Архів оригіналу за 1 жовтня 2015. Процитовано 17 березня 2010.{{cite web}}:  Обслуговування CS1: Сторінки з текстом «archived copy» як значення параметру title (посилання) [Архівовано 2015-10-01 у Wayback Machine.]
7. ↑  Архівована копія. Архів оригіналу за 25 жовтня 2013. Процитовано 17 березня 2010.{{cite web}}:  Обслуговування CS1: Сторінки з текстом «archived copy» як значення параметру title (посилання) [Архівовано 2013-10-25 у Wayback Machine.]
8. ↑  У Південній Кореї помер глава групи компаній LG Ку Бон Му. Архів оригіналу за 22 травня 2018. Процитовано 21 травня 2018.
9. 1 2  http://digest.subscribe.ru/inet/review/n120557560.html%5Bнедоступне+посилання+з+вересня+2019%5D
10. ↑  OLED телевізори LG | LG Україна. LG Україна (Українська мова) . LG Україна. Архів оригіналу за 27 грудня 2021. Процитовано 27 грудня 2021.
11. ↑  http://icc-cricket.yahoo.net/the-icc/about_the_organisation/partners.php_%5Bнедоступне+посилання+з+червня+2019%5D
12. ↑  Архівована копія. Архів оригіналу за 16 вересня 2008. Процитовано 17 березня 2010.{{cite web}}:  Обслуговування CS1: Сторінки з текстом «archived copy» як значення параметру title (посилання)
13. ↑  Архівована копія. Архів оригіналу за 17 жовтня 2014. Процитовано 17 березня 2010.{{cite web}}:  Обслуговування CS1: Сторінки з текстом «archived copy» як значення параметру title (посилання)
14. ↑  http://www.lge.com/about/press_release/detail/21515_3.jhtml
15. ↑  Архівована копія. Архів оригіналу за 27 листопада 2020. Процитовано 17 березня 2010.{{cite web}}:  Обслуговування CS1: Сторінки з текстом «archived copy» як значення параметру title (посилання)
16. ↑  Архівована копія. Архів оригіналу за 22 січня 2010. Процитовано 17 березня 2010.{{cite web}}:  Обслуговування CS1: Сторінки з текстом «archived copy» як значення параметру title (посилання)